# Europejska Nagroda Filmowa – Nagroda Publiczności dla najlepszego reżysera
Europejska Nagroda Filmowa – Nagroda Publiczności dla najlepszego reżysera przyznawana była w latach 1997–2005.

## Dotychczasowi zwycięzcy
- 1997 –  Peter Cattaneo (Goło i wesoło)
- 1998 –  Roland Emmerich (Godzilla)
- 1999 –  Pedro Almodóvar (Wszystko o mojej matce)
- 2000 –  Lars von Trier (Tańcząc w ciemnościach)
- 2001 –  Jean-Pierre Jeunet (Amelia)
- 2002 –  Pedro Almodóvar (Porozmawiaj z nią)
- 2003 –  Wolfgang Becker (Good bye, Lenin!)
- 2004 –  Fatih Akın (Głową w mur)
- 2005 –  Marc Rothemund (Sophie Scholl – ostatnie dni)